# Trumanda
Trumanda är ett släkte av fjärilar. Trumanda ingår i familjen tandspinnare.
Kladogram enligt Catalogue of Life:
| Trumanda | \| \| Trumanda fifiana \| \| \| \| \| \| Trumanda schiffi \| \| \| \| \| \| Trumanda stigmatica \| \| \| \| |
|          | \| \| Trumanda fifiana \| \| \| \| \| \| Trumanda schiffi \| \| \| \| \| \| Trumanda stigmatica \| \| \| \| |
|          | Trumanda fifiana                                                                                            |
|          | |
|          | Trumanda schiffi                                                                                            |
|          | |
|          | Trumanda stigmatica                                                                                         |
|          | |